# 오번 고등학교
오번 고등학교(영어: Auburn High School)는 1837년에 설립된 미국 앨라배마주 오번(Auburn)에 있는 공립 고등학교이다. 오번 고등학교의 새로운 위치를 지도에서 볼 수 있다.  Auburn City School District에있는 유일한 고등학교이다. Auburn High는 기술, 학업 및 International Baccalaureate 프로그램과 Southern Union State Community College 및 Auburn University와의 공동 등록을 제공한다. Auburn High School은 Southern Colleges and Schools Association의 인증을 받았다.<ref>2007년 Auburn High School Program, 2007-2008 , (Auburn : Auburn High School, 2007), 2–3, 6; Auburn High School Student Handbook, 2006–2007 , 2007년 7월 13일에 확인 함; 앨라배마주 교육부, 민족 및 성별 별 등록 (학교 수준) 2015—2016년 . 2016년 1월 3일. </ ref>